# 琳恩·麦克莱恩
琳恩·麦克莱恩（英語：Lyn McLean，1944年或1945年—2017年5月6日），新西兰女子草地滚球运动员。她曾代表新西兰参加1990年英联邦运动会草地滚球比赛，获得女子四人银牌。